# 녀성은 꽃이라네
《녀성은 꽃이라네》는 1993년에 공개된 조선민주주의인민공화국의 노래로, 김송남이 작사했으며 리종오가 작곡했다. 보천보전자악단의 가수인 리분희가 부른 것으로 알려졌다.

## 개요
이 노래는 나라에서 여성이 남성을 돕는 보조자에 비유하면서, 여성의 역할이 생활에서 매우 중요하다는 뜻을 강조하고 있다. 일부 가사에는 정치적인 내용도 실려있다.

## 개작
이 노래를 대한민국에서 통일소녀 길정화가 편곡해서 불렀는데, 일부 정치적인 가사가 포함돼 있는 부분을 수정하여, 1,2집에 실었다.